# Máté árkádiai püspök
Máté, Mathaeus († 1515. augusztus 13. előtt?) fölszentelt püspök.

## Élete
Kalocsai kanonok és bodrogi főesperes. Frangepán Gergely kalocsai érsek kérésére II. Gyula pápa 1511. február 10-én kinevezte a krétai Árkádia püspökévé és a kalocsai érsekség segédpüspökévé. Megengedte Máténak, hogy Kalocsán lakjon, az egyházmegyében főpapi teendőket végezzen, a bodrogi főesperesi és a kanonoki javadalmakat, valamint a prebendát – a székesegyház Szent Anna-oltárának örökös káplánságát – megtarthassa.
Áthelyezték vagy meghalt, mert 1515. augusztus 13-ától Aranyáni János tölti be Kalocsán a segédpüspöki tisztet.